# Калуша Бвалья
Калуша Бвалья (англ. Kalusha Bwalya, нар. 16 серпня 1963, Муфуліра) — замбійський футболіст, що грав на позиції нападника. По завершенні ігрової кар'єри — тренер та футбольний функціонер. Відомий за виступами в європейських та мексиканських клубах, зокрема за ПСВ, у складі якого став дворазовим чемпіоном Нідерландів, володарем Кубка Нідерландів та Суперкубка Нідерландів, «Серкль» та «Америка», а також у складі національної збірної Замбії. У 1988 році визнаний Африканським футболістом року.

## Клубна кар'єра
Калуша Бвалья народився в замбійському місті Муфуліра. У дорослому футболі дебютував у 1979 році в команді з рідного міста «Муфуліра Блекпул». У 1980 році він став гравцем команди найвищого замбійського дивізіону «Муфуліра Вондерерс», де швидко став одним із основних нападників команди. Успішна гра молодого форварда привернула до нього увагу європейських клубів, і в 1985 році Бвалья став гравцем бельгійського клубу «Серкль» з Брюгге. У бельгійській команді замбійський нападник також швидко став одним із кращих бомбардирів, візначившись 30 м'ячами в 95 проведених матчах.
Своєю грою за «Серкль» Калуша Бвалья привернув увагу представників тренерського штабу нідерландського клубу ПСВ з Ейндговена, до складу якого приєднався 1989 року. Хоча у складі одного із нідерландських клубів він не завжди був гравцем основного складу, оскільки у ПСВ тоді був дуже сильний склад, проте за 5 сезонів замбійський форвард у складі команди двічі виборював титул чемпіона Нідерландів, ставав володарем Кубка Нідерландів та володарем Суперкубка Нідерландів, у складі ейдговенців Бвалья зіграв 101 матч чемпіонату країни, відзначившись 25 забитими м'ячами.
У 1994 Калуша Бвалья став гравцем мексиканського клубу «Америка» з Мехіко, у якому провів три сезони, чим розпочав свій тривалий період футбольної кар'єри у мексиканських клубах. У 1997 році Бвалья півроку грав за мексиканський клуб «Некакса», після чого зробив нетривалу перерву в перебуванні в Мексиці на піврічний вояж до еміратського клубу «Аль-Вахда» з Абу-Дабі, після чого повернувся до мексиканського клубу «Леон», в якому також провів лише півроку. Далі замбійський футболіст по півроку грав у мексиканських клубах «Ірапуато», «Веракрус» та «Коррекамінос», і в 2000 році завершив виступи на футбольних полях.

## Виступи за збірні
Калуша Бвалья дебютував у складі національної збірної Замбії ще в 1983 році. Уперше на великому турнірі він захищав кольори збірної на Кубку африканських націй 1986 року. Проте відомив у світі Бвалья став 1988 року, коли грав у складі олімпійської збірної Замбії на Олімпійських іграх 1988 року у Сеулі. У матчі з олімпійською збірною Італії Бвалья зробив хет-трик, а замбійська збірна обіграла італійців з рахунком 4-0, що стало першою перемогою африканської команди з таким рахунком над однією з провідних європейських збірних на турнірах такого рівня. На Олімпіаді замбійська збірна дісталась чвертьфіналу, а Бвалья з 6 забитими м'ячами поділив 2-3 місце у списку бомбардирів олімпійського футбольного турніру.
Після Олімпійських ігор Калуша Бвалья залишився лідером замбійської збірної, яка набирала силу, та стала однією з найсильніших на африканському континенті. У 1992 році Бвалья у складі збірної був учасником Кубка африканських націй у Сенегалі. Наступного року він уникнув загибелі в авіакатастрофі літака з гравцями та тренерами збірної Замбії, що прямував до Сенегалу, неподалік столиці Габону Лібревіля лише завдяки своїм виступам у Європі, оскільки він мав прибути до Сенегалу самостійно з Нідерландів. Наступного року Бвалья у складі збірної брав участь у Кубку африканських націй у Тунісі, де разом з командою здобув «срібло». У 1996 році Калуша Бвалья у складі замбійської збірної брав участь у Кубку африканських націй у ПАР, на якому команда здобула бронзові нагороди, а Бвалья з 5 забитими м'ячами став кращим бомбардиром турніру Надалі в складі збірної Бвалья брав участь у Кубку африканських націй 1998 року у Буркіна Фасо, та Кубку африканських націй 2000 року у Гані та Нігерії, проте на цих турнірах замбійська збірна вже не здобула нових титулів. Загалом протягом кар'єри у національній команді, провів у її формі 100 матчів, забивши 50 голів.

## Кар'єра тренера та футбольного функціонера
У 2003 році Калуша Бвалья очолив тренерський штаб збірної Замбії. Під час відбіркового турніру до чемпіонату світу 2006 року Бвалья сам вийшов на заміну в матчі проти збірної Ліберії, та відзначився забитим м'ячем після виконання штрафного удару. Проте замбійська збірна так і не зуміла потрапити на чемпіонат світу. Бвалья керував діями збірної на Кубку африканських націй 2006 року в Єгипті, після чого пішов у відставку. Два роки колишній форвард працював віце-президентом Футбольної асоціації Замбії, а в 2008 році його обрали президентом Футбольної Асоції Замбії. Проте в 2016 році на чергових виборах президента асоціації Бвалья поступився Ендрю Каманзі.
У серпні 2018 року ФІФА заборонила Калуші Бвальї будь-яку діяльність, пов'язану з футболом, на 2 роки, як на національному, так і на міжнародному рівні. Судова колегія незалежного комітету з етики ФІФА визнала його винним у порушенні статті 16 (конфіденційність) та статті 20 (пропонування та прийняття подарунків) Кодексу етики ФІФА. За даними комітету Бвалья отримав хабар у вигляді подарунка від катарського чиновника Мохаммеда бен Хаммама за сприяння у затвердженні Катару як місця проведення чемпіонату світу з футболу 2022 року.

## Титули і досягнення

### Командні
- Чемпіон Нідерландів (2):

ПСВ: 1990–1991, 1991–1992
- Володар Кубка Нідерландів (1):

ПСВ: 1989–1990
- Володар Суперкубка Нідерландів (1):

ПСВ: 1992
- Срібний призер Кубка африканських націй: 1994
- Бронзовий призер Кубка африканських націй: 1996

### Особисті
- 1988 — Африканський футболіст року
- Кращий бомбардир Кубка африканських націй: 1996 (5 м'ячів)